# Rudolph-Antoniana

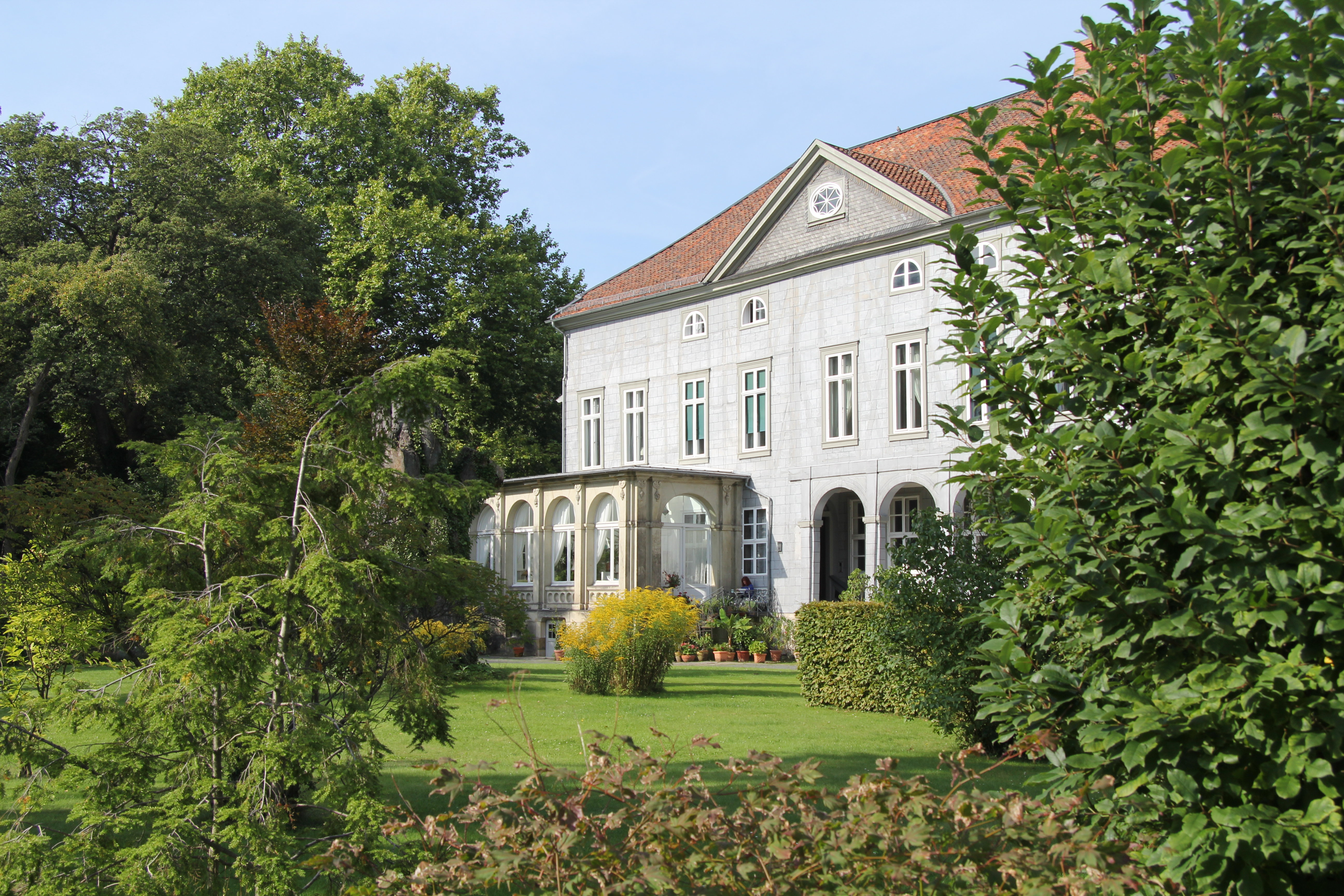
Das Kleine Schloss, Standort der Ritterakademie in Wolfenbüttel

Die Akademie Rudolph-Antoniana war eine frühneuzeitliche Ritterakademie in Wolfenbüttel, die am 18. Juli 1687 von den Brüdern Herzog Rudolf August (1627–1704) und Herzog Anton Ulrich (1633–1714) gegründet wurde. Bis zur Auflösung 1715 trugen sich 331 junge Herren mit ihrem Wappen in die Matrikel ein.
Die Studenten kamen nicht nur aus dem Fürstentum Braunschweig-Wolfenbüttel, zu dem die Akademie gehörte, sondern auch aus anderen deutschen Ländern und wurde auch von Ausländern genutzt, die hier Deutsch lernen wollten.
Unterrichtet wurden Theologie, Jura, Geschichte, Beredsamkeit, Mathematik und Mechanik, sowie die Sprachen Latein, Deutsch, Italienisch und Französisch. Neben dem eigentlichen Studium konnte man auch Englisch und Spanisch lernen. Zur ritterlichen Ausbildung gehörten Reiten, Schießen, Fechten und Tanzen.
Die Akademie war im Kleinen Schloss in Wolfenbüttel (am heutigen Schloßplatz Nr. 14) untergebracht. In direkter Nachbarschaft zum Schloss Wolfenbüttel und der berühmten Herzog August Bibliothek bestand Gelegenheit, das Leben am Hofe kennenzulernen, Bücher auszuleihen, aber auch Opern und Komödien zu besuchen und an Jagden im Harz und Elm teilzunehmen. Am 10. November 1712 übertrug Herzog Anton Ulrich das Akademiegebäude an Herzog Ferdinand Albrecht II. als erbliches Eigentum zur Residenz.
Gottfried Wilhelm Leibniz rühmte die hohe wissenschaftliche Qualifikation der Wolfenbütteler Professoren, wie z. B. die Mathematiker und Architekten Johann Balthasar Lauterbach (1663–1694) und Leonhard Christoph Sturm (1669–1719). Bekannte Schüler der Ritterakademie waren etwa der Baron Münchhausen und der Gelehrte Anton Wilhelm Amo, der erste bekannte Philosoph und Rechtswissenschaftler afrikanischer Herkunft in Deutschland.